# Felice e Fortunato
Felice (Vicenza, ... – Aquileia, 303 o 304) e Fortunato (Vicenza, ... – Aquileia, 303 o 304) furono due fratelli martiri vicentini del IV secolo, venerati come santi dalla Chiesa cattolica.

## Agiografia
Scarne sono le informazioni sulla vita e sull'azione di questi due protomartiri, anche se molto fu scritto in proposito da storici locali, senza un serio fondamento storico. Il racconto del loro martirio è stato tramandato dalla passio, autentica e probabilmente scritta a Milano, che risale al V secolo.
Secondo la tradizione furono due fratelli originari di Vicenza - forse soldati - che alla fine del III secolo si trovavano ad Aquileia, il centro amministrativo e culturale della Regio X, Venetia et Histria, posta al termine della via Postumia, che stava diventando il luogo principale della predicazione della nuova religione cristiana.
Il loro martirio avvenne nel 303-304, durante la persecuzione dei cristiani sotto Diocleziano: dalla passio ambrosiana emerge che i due, interrogati, non vollero rinnegare la propria fede. Nell'interrogatorio, Felice rispose anche per Fortunato e, tra l'altro, disse di essere de vicino loco non longe de hac civitate, il che fece pensare a Vicenza. Furono torturati con vari tormenti per piegare la loro volontà e poi decapitati fuori da Aquileia, sulle sponde del fiume Natissa.

## Culto

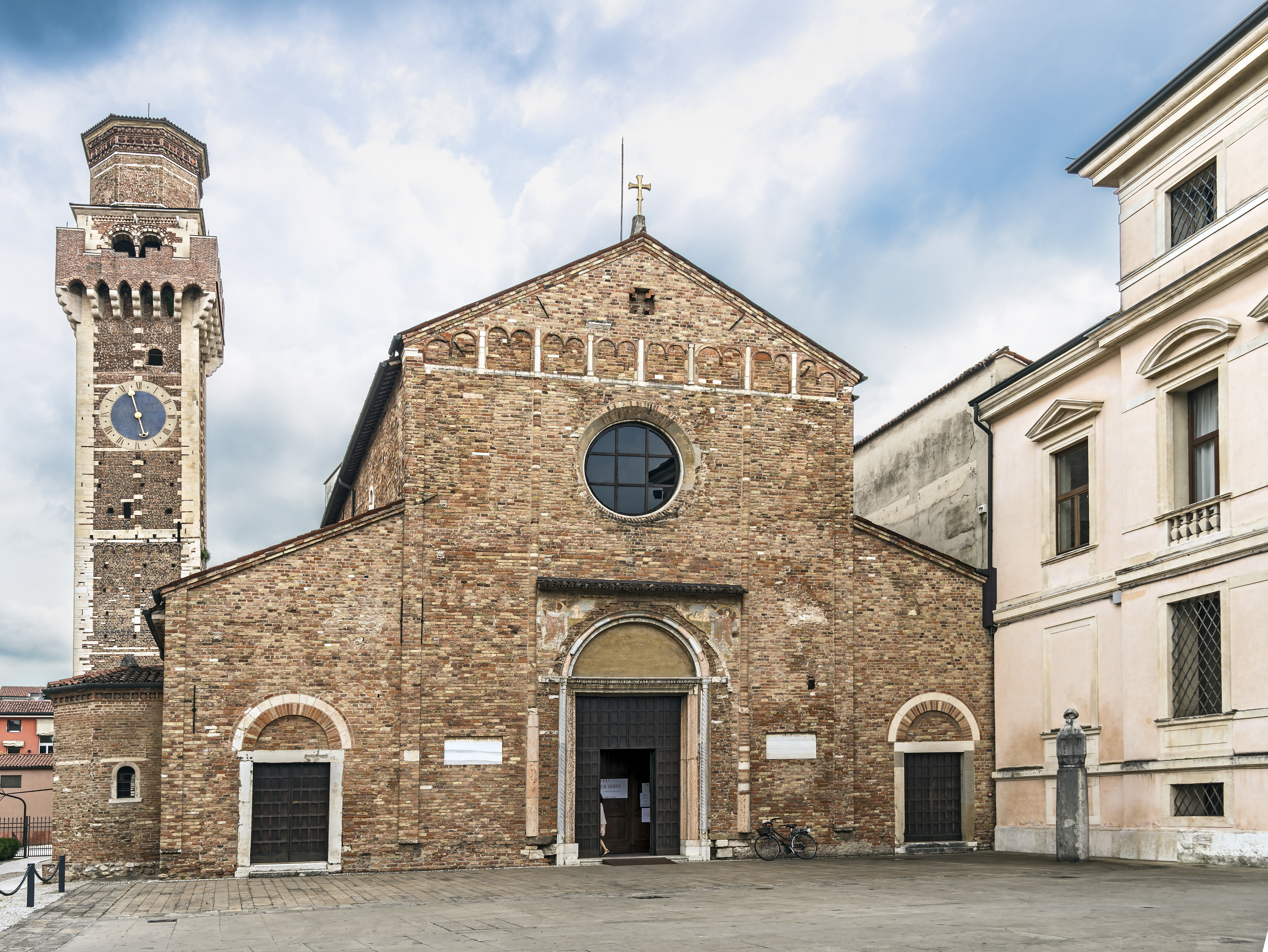
La basilica dei Santi Felice e Fortunato a Vicenza

Sul luogo del supplizio fu presto innalzato un sacello per custodirne i corpi e attorno ad esso si sviluppò anche una piccola necropoli.
Il culto si diffuse rapidamente nella regione, al punto che nacque una disputa tra gli abitanti di Aquileia e quelli di Vicenza per il possesso delle reliquie. La controversia si risolse nel 381 — si pensa attraverso l'intervento di sant'Ambrogio — con l'accordo che i vicentini potessero portare nella propria città le reliquie di Felice; il corpo di Fortunato rimase invece ad Aquileia e di lì fu, in seguito, traslato prima a Grado e poi a Malamocco in epoca longobarda; infine nel 1080, al tempo del doge Ordelaffo Falier, fu portato a Chioggia dove divenne il santo patrono della diocesi.
A Vicenza si sviluppò ben presto la devozione ai due martiri, tanto che fu loro dedicata una delle prime chiese della città, l'importante basilica dei Santi Felice e Fortunato; divennero presto patroni della città e commemorati il 14 maggio, secondo la tradizione ambrosiana. Già nel VI secolo il poeta cristiano Venanzio Fortunato, nel suo Carmen de Virginitate, elencando i martiri che da varie città si radunano a formare il corteo trionfale di Cristo, cantava:
(De Virginitate, VIII, c. VI, in P.L. 88, cl 271)
Durante il medioevo si diffuse la convinzione che a Vicenza vi fossero il corpo di Felice e la testa del fratello, mentre ad Aquileia sarebbero rimasti il corpo di Fortunato e la testa di Felice: così era scritto nel martirologio di Adone, vescovo di Vienne, composto intorno agli anni 850-60. Questa credenza però fu smentita da studi recenti: le reliquie furono ispezionate più volte, nel 1813 - e vi si trovò solo un capo con le ossa di un solo corpo - e nel 1979, quando i resti furono attribuiti ad un solo individuo morto decapitato. Esse sono oggi conservate in una teca posta nel sacello annesso alla basilica.
Testimonianza fondamentale, non solamente per il valore artistico, è la stele marmorea del IV secolo — probabilmente la prima copertura del sarcofago che accoglieva i resti mortali — che riporta incisi i nomi di Felice e Fortunato martiri e che conserva un'apertura per immettervi offerte (vino, latte e monete): nel sarcofago durante la ricognizione del 1813 furono ritrovate molte monete, tutte coniate tra il 326 e il 354.
I due santi vengono ricordati ad Aquileia il 14 agosto; a Chioggia, dove sono anche santi patroni del comune e della diocesi, l'11 giugno; mentre a Vicenza, dove è rimasta più forte la tradizione ambrosiana, il 14 maggio. In quest'ultima data li ricorda il Martirologio romano: